# Юргорден (клуб по хоккею с мячом)

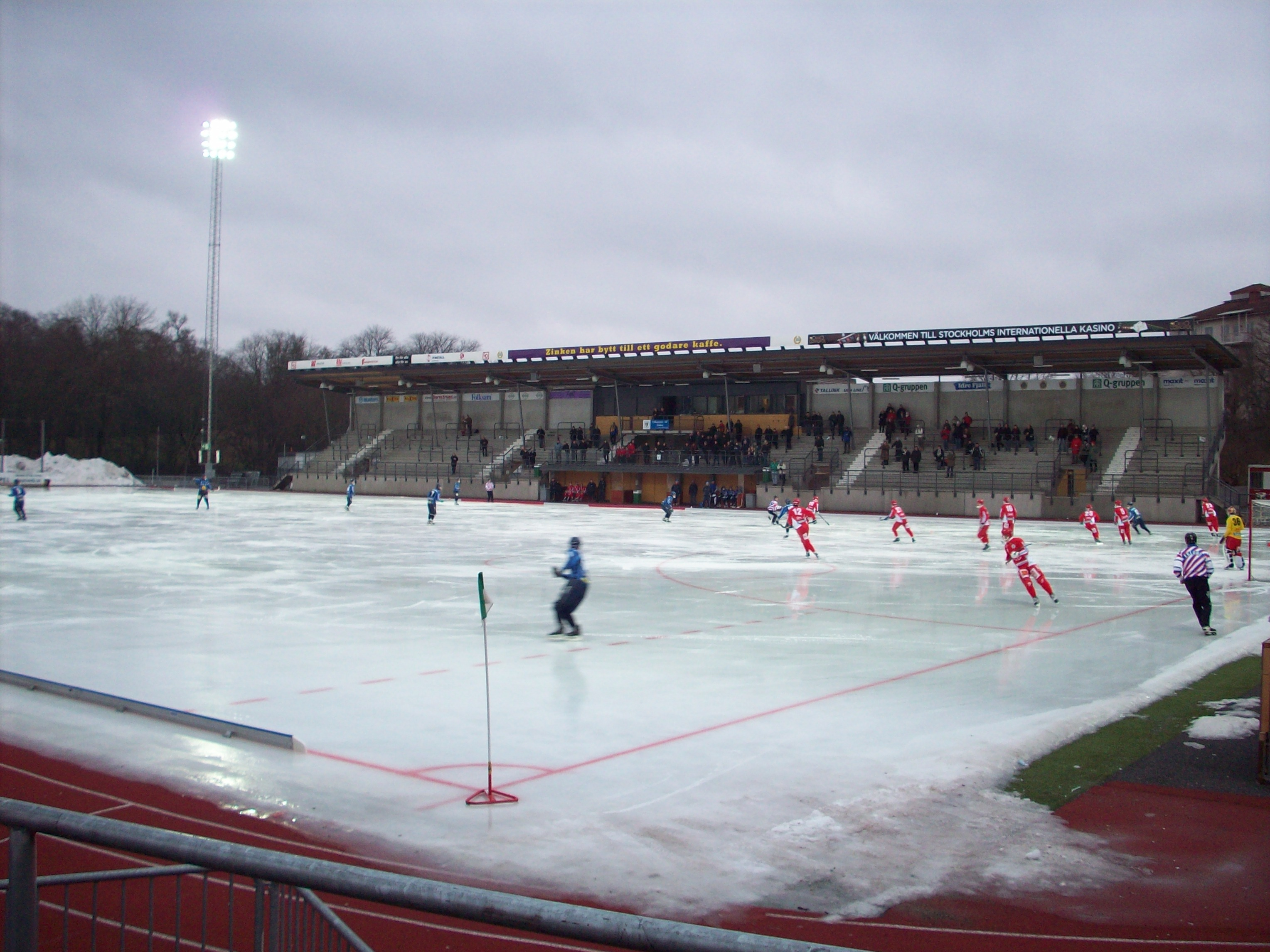
Матч между командами «Юргорден» и «Густавсберг». 26 декабря 2007 года

Юрго́рден (швед. Djurgårdens IF Bandyförening) — шведский клуб по хоккею с мячом из Стокгольма.

## История
Клуб основан в 1891 году и, наряду с хоккеем с мячом, культивирует ещё целый ряд других видов спорта. Назван в часть одного из стокгольмских островов.
«Юргорден» семь раз выходил в финал национального чемпионата, но выиграть смог только дважды: в 1908 и 1912 годах. Причём в последнем случае разделил чемпионский титул с «Уппсалой» — первый матч между командами завершился вничью со счётом 1-1, а провести переигровку помешала оттепель.
В 1931 году, когда в Швеции была организована лиговая система проведения чемпионата, «Юргорден» был включён в Высшую лигу (Allsvenskan), в которой провёл в общей сложности шесть сезонов (последний раз в 1965/1966 годах).
В настоящий момент выступает в Первом дивизионе.

## Достижения
- Чемпион Швеции: 2

- 1908, 1912

- Вице-чемпион Швеции: 5

- 1909, 1911, 1914, 1916, 1930